# Melid
Koordinaten: 38° 22′ 55″ N, 38° 21′ 40″ O

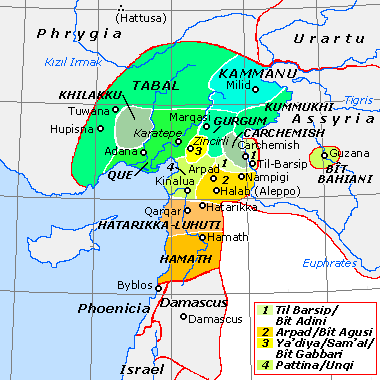
Lage von Kammanu innerhalb der späthethitischen Staatenwelt des 1. Jahrtausends v. Chr.

Melid (Urartäisch: Melitela, Akkadisch: Meliddu) war eine seit dem 2. Jahrtausend v. Chr. existierende Siedlung in Kleinasien an der Stelle des heutigen Arslantepe und bereits den Hethitern bestens bekannt. Nach dem Fall des hethitischen Großreichs wurde das gleichnamige neohethitische Königreich von den Nachkommen Kuzi-Teššubs von Karkemiš, einem Enkel von Šuppiluliuma II., dem letzten sicher bezeugten Herrscher des hethitischen Großreichs, regiert und spielte in dieser Zeit eine wichtige Rolle im Handel. Land und Hauptstadt werden in assyrischen Quellen auch als Kammanu bezeichnet. Seine Herrscherdynastie unterstand wohl zunächst noch Talmi-Teššub bzw. seinem Sohn Kuzi-Teššub von Karkemiš und wurde als Erbteil ein unabhängiger Staat.

## Lage und Ausdehnung
Das Territorium umfasste die Ebene von Malatya am westlichen Euphratufer bis nach Elbistan. Es grenzte im Osten an Išuwa, Turira und Urartu, im Westen an Tabal und im Süden an Kummuḫ und Gurgum.

## Geschichte
Die Besiedlung von Arslantepe selbst geht bis in Äneolithische Zeit zurück. In dieser Umgebung sind sehr frühe Zeichen von Ackerbau und Viehzucht entdeckt worden.
Assyrische Feldzüge sind unter Salmanasser III. (844, 836, 835) belegt. Unter Tiglat-Pileser III. wurde die Stadt tributpflichtig, bis Sargon II. die Stadt an den König von Kummuh übergab. Ab 708 herrschten die Assyrer direkt, was aber nur bis 705 Bestand hatte. Unter Sanherib und Asarhaddon sind Feldzüge gegen Melid überliefert. Schließlich wurde die Hauptstadt von den Assyrern niedergebrannt. Eine Inschrift des urartäischen Königs Menua in Palu erwähnt MATmat Hati(na) unter der Herrschaft des Königs Sulehawali. Argišti I. erwähnt einen Sohn des Tuate als Herrscher von Melitela.

## Herrscher
Als Herrscher sind überliefert:
- Kuzi-Teššub (König von Karkemiš), ca. 1200 / frühes bis mittleres 12. Jahrhundert[3][4]
- PUGNUS-mili I., Sohn von Kuzi-Teššub, späteres 12. Jahrhundert[3]
- Runtiya, Sohn von PUGNUS-mili I., späteres 12. Jahrhundert[3]
- Arnuwanti I., Bruder von Runtiya, späteres 12. Jahrhundert[3]
- PUGNUS-mili II./Allumari, Sohn von Arnuwanti I., um 1100/spätes 12. bis frühes 11. Jahrhundert[3], zeitgleich mit (Tukulti-apil-Ešarra I.)
- Arnuwanti II., Sohn von PUGNUS-mili II., spätes 12. bis frühes 11. Jahrhundert[3]
- PUGNUS-mili III.?, evtl. 11. oder frühes 10. Jahrhundert, wenn überhaupt[3]
- CRUS + RA/I-sa (Taras?), evtl. 11. bis 10. Jahrhundert[3]
- Wasu(?)runtixa, Sohn von CRUS + RA/I-sa, evtl. 11. bis 10. Jahrhundert[3]
- Halpasulupi, Sohn von Wasu(?)-Runtija, evtl. 11. bis 10. Jahrhundert[3]
- Suwarimi?, evtl. 11. oder 10. Jahrhundert[5]
- Mariti, Sohn von Suwarimi, evtl. 11. oder 10. Jahrhundert[5]
- Lalli, min. 853 bis 835[5][6]
- Gegner des Zakur von Hamath, frühes 8. Jahrhundert[5]
- Šahu (Sahwi?), frühes 8. Jahrhundert[5]
- Hilaruada (Sa(?)tiruntiya?), Sohn des Šahu, ca. 784/780 bis 760[5][6]
- ŠIRZI (Lesung unklar)
- Sulumal (Sulehawali), 743 bis 732[5]
- Tuate
- Gunzinanu, ca. 720/719[7][6]
- Tarhunazi, ca. 719 bis 712[7]
- Mugallu, 675 bis 651[7][6]
- ...ussi, Sohn von Mugallu, ca. 640[6]